# Brasão de armas do Kosovo
O Brasão de Armas do Kosovo, ainda não foi introduzido formalmente, na sequência da declaração unilateral de independência da Sérvia, emitido pelo parlamento kosovar, na capital do país, em 17 de Fevereiro de 2008. Ele mostra seis estrelas brancas em arco acima da forma do Kosovo em ouro, como padrão da projeção do mapa do país, colocado sobre um escudo redondo triangular azul e um campo dourado nas bordas. As suas figuras centrais, a forma do país e as estrelas, são também o conteúdo da nova bandeira do Kosovo, já aprovada, ao mesmo tempo.